# バベル九朔
『バベル九朔』（バベルきゅうさく、BABERU KYUUSAKU）は、日本の小説家・万城目学の冒険譚小説。角川書店より2016年3月19日に刊行された。2019年2月には角川書店より角川文庫版が刊行された。
2020年10月に日本テレビ系でテレビドラマ化された。

## テレビドラマ
日本テレビ系の「シンドラ」枠で、2020年10月20日（19日深夜）から12月22日（21日深夜）まで放送された。主演はSexy Zoneの菊池風磨。

### キャスト

#### 主要人物
- 九朔満大（きゅうさく みつひろ・27） - 菊池風磨（Sexy Zone）幼少期 - 西山蓮都
高祖父・大九朔が作った雑居ビル「バベル九朔ビルヂング」の管理人として健と共に5階に引っ越してくる。脚本家を目指しており、1年間執筆に専念する為管理人になった。ビルの地下1階の物置部屋の扉が全ての夢が叶う「バベル」の世界と行き来できることを知る。
- 後藤健（27） - 髙地優吾（SixTONES）[2]
満大の同居人。満大と共に5階に引っ越してくる。映画監督志望。
- 四条さん（よじょう・52） - 池田鉄洋[3]
4階に入居。探偵事務所「ホークアイ・エージェンシー」を営む。離婚歴あり。
- 蜜村さん（65） - 村松利史[3]
3階に入居。画廊「ギャラリー蜜」を営む。バベル九朔で商売を始めて42年の最古参。今までいくつもの商売を鞍替えしてきた。
- 双見くん（32） - 前原滉[3]
2階に入居。雑貨屋「ラブ&ピース」を営む。争いが嫌いで平和を好む。
- 市川さん（54） - アキラ100%[3]
1階に入居。中古アナログレコード店「レコイチ」を営む。昔バンドをやっていて、今でもパンクファッションに身を包んでいる
- 千加子ママ（29） - 佐津川愛美[3]
地下1階に入居。スナック「SNACK ハンター」を営む。息子がいるシンママ。借金を重ねブラックリスト入りしており、闇金からも借りている。
- カラス女 - 青野楓[2]
「バベル」の世界で満大に対して扉の場所を教えろと攻撃してくる謎の女。
- 白い服の少女・ハルミ - 川上凛子[2]
満大がバベルの世界で出会う謎の少女。「バベル」でしか会うことができない。
- 九朔勝 - 上地雄輔[2]
満大の父。バベル九朔の管理人をしていた。17年前に失踪。
- くらまし - 工藤景
「バベル」に棲む化け物。

#### ゲスト

##### 第2話
- 四条紗耶香 - 渡邉心結（第8話）

四条さんの娘。
- 四条里美 - 宮本奈津美

四条さんの別れた妻。

##### 第3話
- 正田涼子 - 鳴海唯（第8話）

満大や健と一緒に映画を撮っていた高校の同級生。健がずっと想いをよせていた。
- 高橋賢太郎 - 佐々木亮

涼子の婚約者。

##### 第4話
- 市川莉子 - 吉田美月喜（第8話）

市川さんの姪。ロリータファッションに身を包み見た目は可愛いが、市川さんには厳しくすぐ手が出る。
- ハードエイト - ザ・ノンスターズ

市川さんがかつて在籍していたバンド。現在はアメリカを拠点にしていて人気がある。

##### 第5話
- 双見茂雄 - 樋渡真司（第8話）

双見さんの父。祖父の代から続く洋食屋の店主。
- 女子高生 - 神岡実希

「ラブ&ピース」にキセキTシャツを買いに来る癌患者。
- ナース - 吉田直子

女子高生の担当看護師。
- 石原彩音 - 西原愛夏（第8話）

双見さんの好きな人気グラビアアイドル。
- 医者 - 才勝

女子高生の主治医。
- キャスター - 筒井巧

イブニングニュースのキャスター。

##### 第6話
- 聡 - 潤浩（第7話、第8話）

千加子の息子。野球少年。
- モエカ - 愛甲千笑美（第8話）

人気モデル。バベル世界の「SNACK ハンター」を貸し切って誕生日パーティーを開催する。
- 刑事 - 阿部賢一

空き巣の入ったバベル九朔の捜査を担当する。
- チンピラ兄貴 - 関ヒロユキ

闇金の取り立て屋。ハンターに借金の取り立てに来る。
- チンピラ舎弟 - 阿邊龍之介

兄貴と共にハンターに来て嫌がらせをする。

##### 第7話
- 大九朔 - 西原誠吾（第8話、最終話）

かつてバベル九朔ビルヂングを作った満大の高祖父。
- 美大生 - 古館里奈

「ギャラリー蜜」を訪ねて来て蜜村さんに絵を見せる。

##### 第8話
- 山下 - 竹井亮介（第9話）

テレビ関東のプロデューサー。満大の脚本に目を止め声をかける。

##### 第9話
- MC - 結城さなえ

映画制作記者会見のMC。
- 記者 - 菊池豪 田山由起

映画制作記者会見の取材に来た記者。

##### 最終話
- 医者 - 渡辺秀

ハルミを診察する医者。
- 少女冬子 - ギラルド沙羅

少女時代の冬子。蔵に閉じ込められている。
- 山下礼

### スタッフ
- 原作 - 万城目学 『バベル九朔』（角川文庫/KADOKAWA刊）
- 脚本 - 田中眞一、吹原幸太
- 監督 - 筧昌也、田中健一
- 音楽 - 野崎美波
- 主題歌 - Sexy Zone 『NOT FOUND』 (Top J Records / ユニバーサルミュージック)[4]
- 特殊造形 - 百武朋、並河学
- 編成企画 - 安島隆、河野雄平
- 企画プロデューサー - 長松谷太郎
- チーフプロデューサー - 福士睦
- プロデューサー - 藤森真実、髙橋淳之介、宇田川寧
- 制作プロダクション - ダブ
- 製作著作 - 日本テレビ、ジェイ・ストーム

### 放送日程
| 話数   | 放送日   |
| ------ | -------- |
| 第1話  | 10月20日 |
| 第2話  | 10月27日 |
| 第3話  | 11月03日 |
| 第4話  | 11月10日 |
| 第5話  | 11月17日 |
| 第6話  | 11月24日 |
| 第7話  | 12月01日 |
| 第8話  | 12月08日 |
| 第9話  | 12月15日 |
| 最終話 | 12月22日 |

### ネット局
| 放送対象地域 | 放送局                | 系列           | 放送期間                  | 放送時間                       | 備考       |
| ------------ | --------------------- | -------------- | ------------------------- | ------------------------------ | ---------- |
| 関東広域圏   | 日本テレビ（NTV）     | 日本テレビ系列 | 2020年10月20日 - 12月22日 | 火曜 00:59 - 01:29（月曜深夜） | 制作局     |
| 宮城県       | ミヤギテレビ（MMT）   | 日本テレビ系列 | 2020年10月20日 - 12月22日 | 火曜 00:59 - 01:29（月曜深夜） | 同時ネット |
| 山梨県       | 山梨放送（YBS）       | 日本テレビ系列 | 2020年10月20日 - 12月22日 | 火曜 00:59 - 01:29（月曜深夜） | 同時ネット |
| 静岡県       | 静岡第一テレビ（SDT） | 日本テレビ系列 | 2020年10月20日 - 12月22日 | 火曜 00:59 - 01:29（月曜深夜） | 同時ネット |
| 近畿広域圏   | 読売テレビ（ytv）     | 日本テレビ系列 | 2020年10月26日 -          | 月曜 2:39 - 3:09（日曜深夜）   | 遅れネット |
| 福岡県       | 福岡放送（FBS）       | 日本テレビ系列 | 2020年10月27日 -          | 火曜 1:59 - 2:29（月曜深夜）   | 遅れネット |
| 北海道       | 札幌テレビ（STV）     | 日本テレビ系列 | 2020年10月28日 -          | 水曜 1:34 - 2:04（火曜深夜）   | 遅れネット |
| 中京放送圏   | 中京テレビ（CTV）     | 日本テレビ系列 | 2020年10月28日 -          | 水曜 1:54 - 2:24（火曜深夜）   | 遅れネット |
| 富山県       | 北日本放送（KNB）     | 日本テレビ系列 | 2020年10月29日 -          | 木曜 1:59 - 2:29（水曜深夜）   | 遅れネット |
| 青森県       | 青森放送（RAB）       | 日本テレビ系列 | 2020年11月5日 -           | 木曜 1:24 - 1:54（水曜深夜）   | 遅れネット |
| 高知県       | 高知放送（RKC）       | 日本テレビ系列 | 2021年1月9日 -            | 日曜 1:25 - 1:55（土曜深夜）   | 遅れネット |

| 日本テレビ シンドラ                                   | 日本テレビ シンドラ                      | 日本テレビ シンドラ                                   |
| 前番組                                                | 番組名                                   | 次番組                                                |
| ----------------------------------------------------- | ---------------------------------------- | ----------------------------------------------------- |
| 節約ロック ちょっと特別編 （2020年7月21日 - 9月22日） | バベル九朔 （2020年10月20日 - 12月22日） | でっけぇ風呂場で待ってます （2021年1月26日 - 4月6日） |